# Phytoecia coerulescens
Opsilia coerulescens là một loài bọ cánh cứng trong họ Cerambycidae.

## Hình ảnh

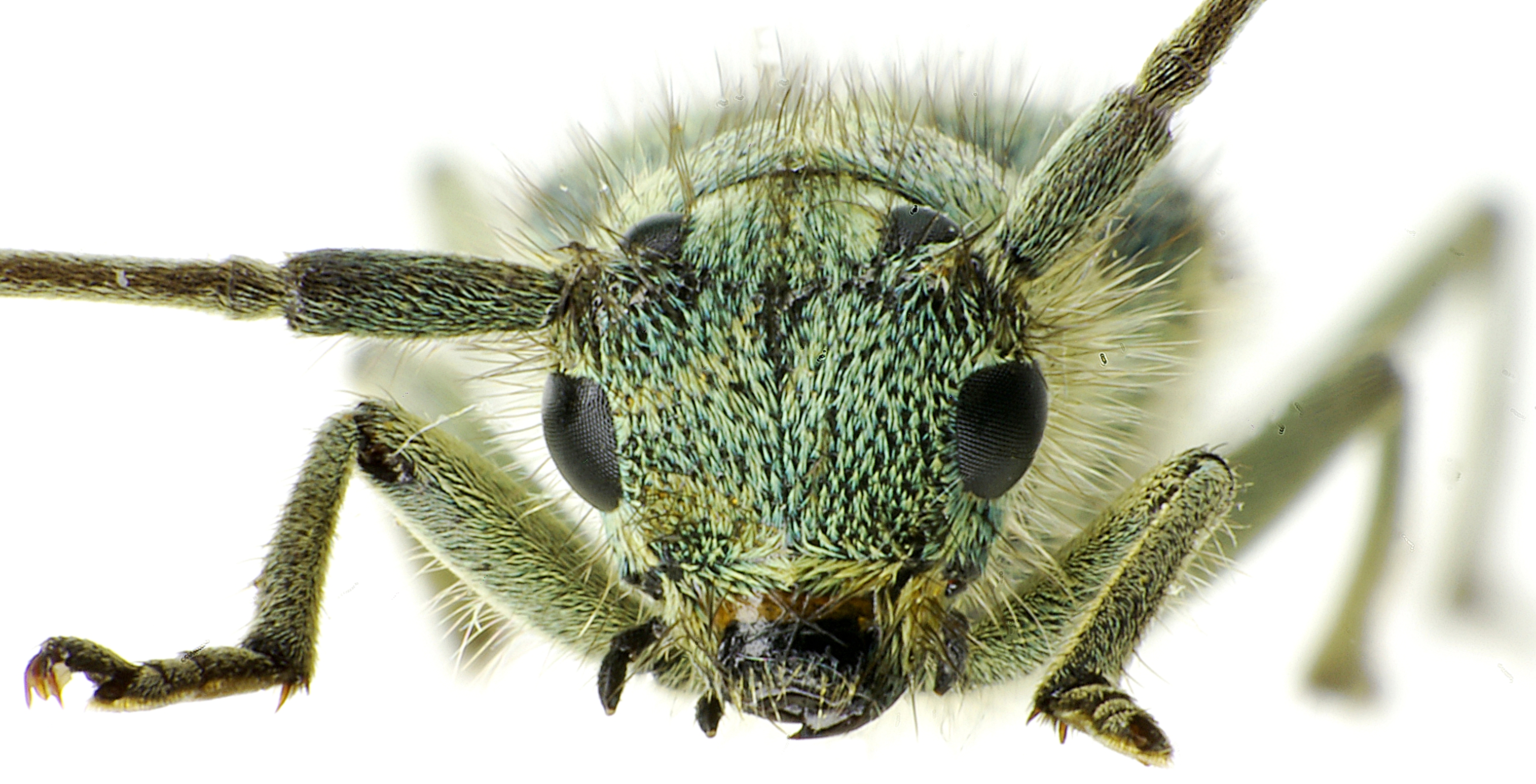
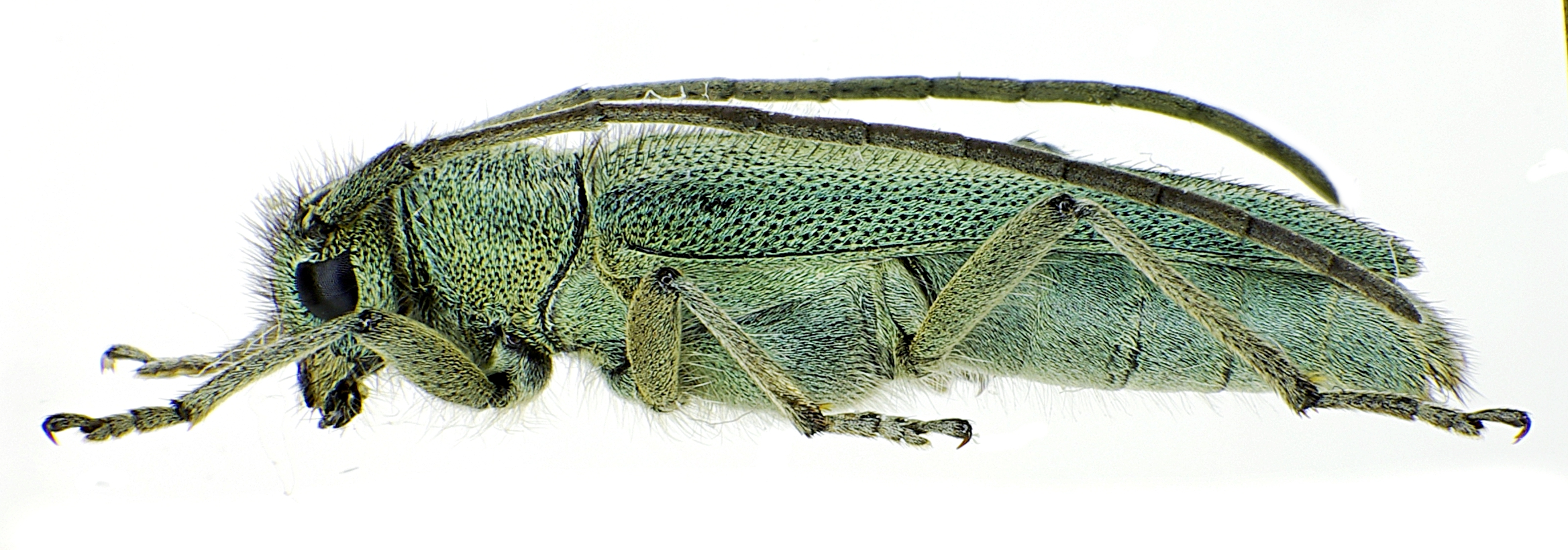
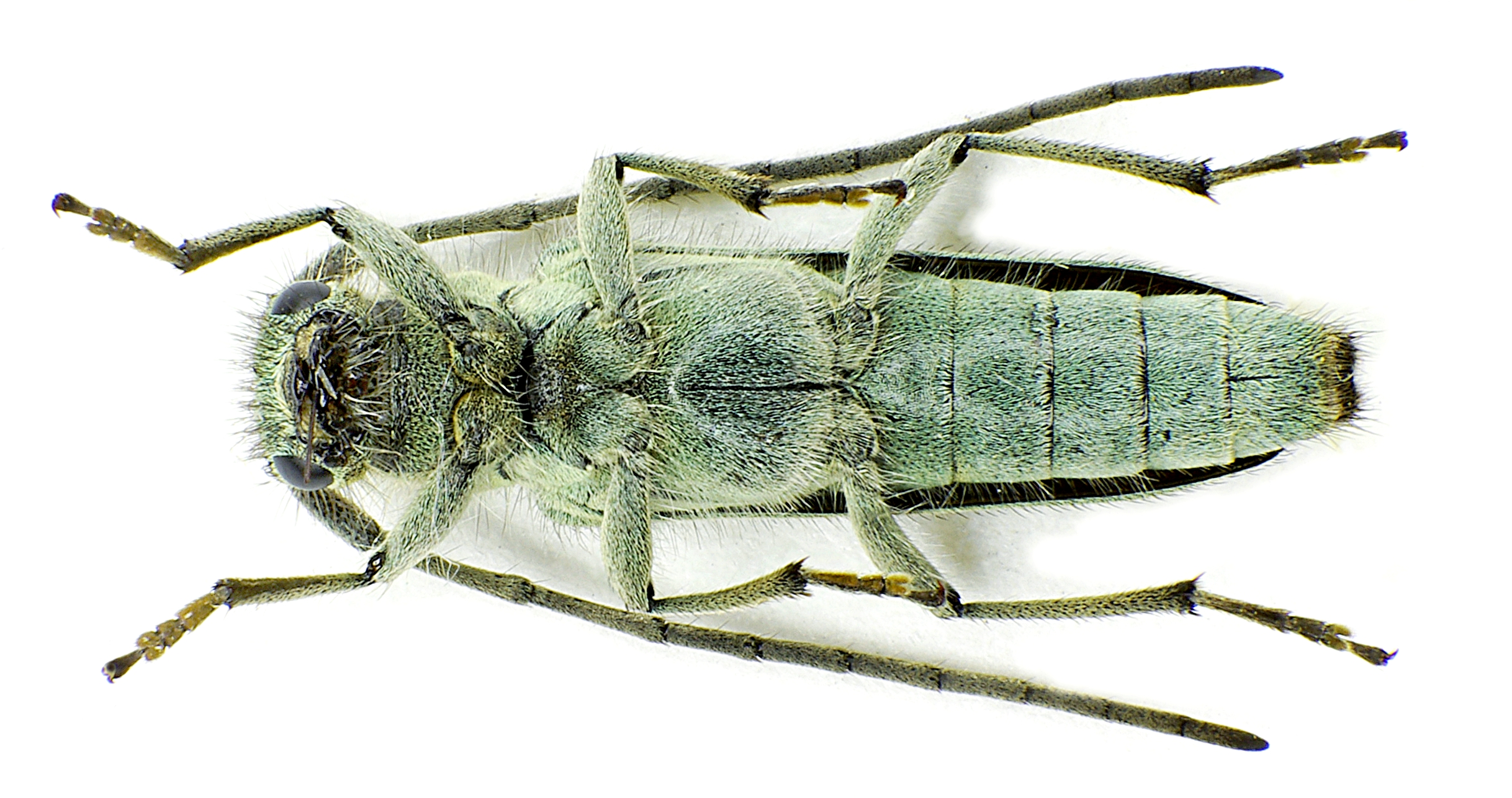
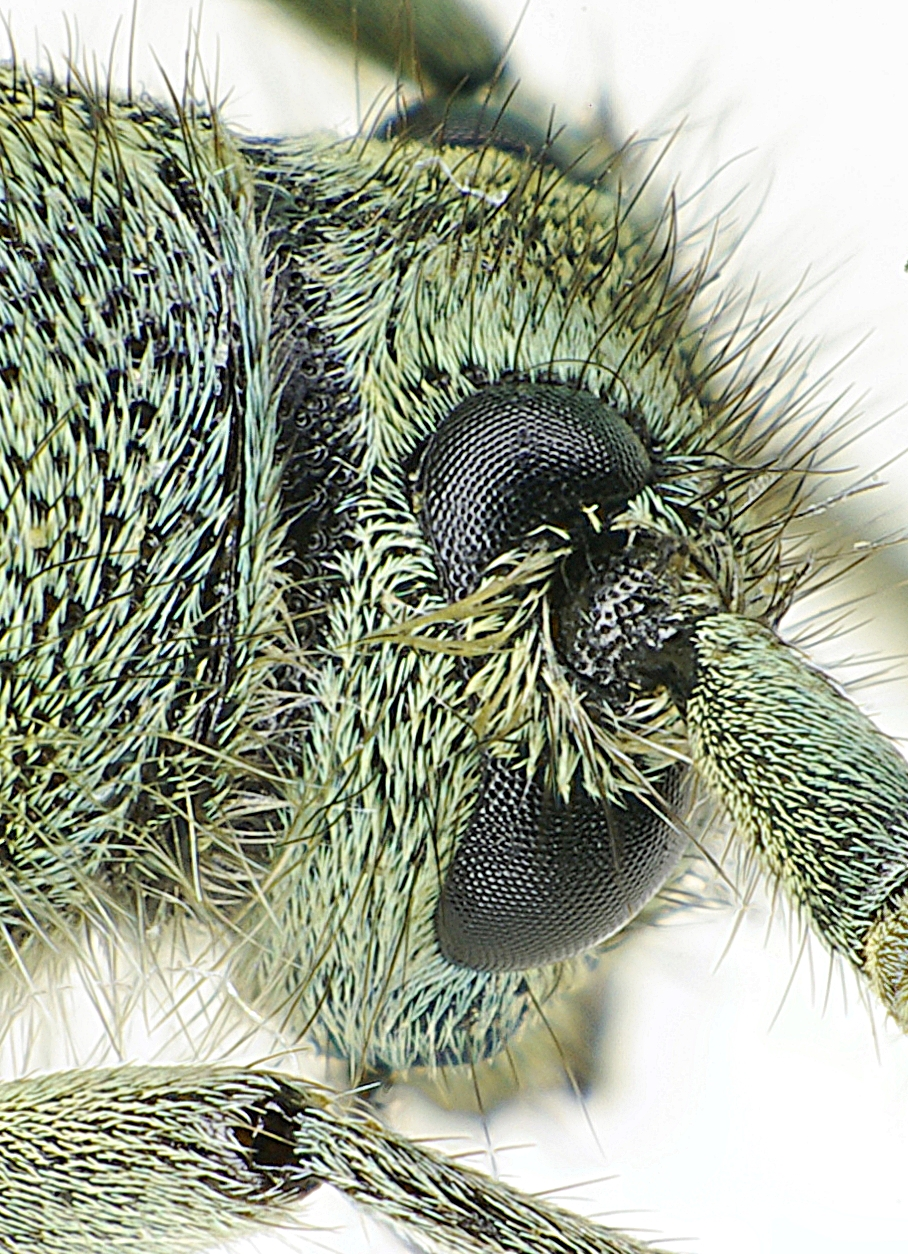